# Steve Zack
Stephen George "Steve" Zack (New Cumberland (Pensilvania), 10 de diciembre de 1992) es un jugador de baloncesto estadounidense. Con 2,11 metros de estatura, juega en la posición de pívot en las filas del Alvark Tokyo de la B.League.

## Trayectoria deportiva
Formado en la universidad de La Salle y tras no ser drafteado en 2015, debutaría como profesional en Letonia, en las filas del Betsafe/Liepaja.
Más tarde, jugaría en la liga búlgara con PBK Academic con el que ganaría la liga en la temporada 2016-17 y en Polonia con Trefl Sopot.
En verano de 2018, firma con el VEF Riga para jugar en la VTB United League.
En julio de 2021 ficha por el Hereda San Pablo Burgos de la liga ACB.
El 27 de noviembre de 2021, firma por el Hapoel Holon de la Ligat ha'Al.